# Antiguo idioma belga
El belga antiguo es una hipotética lengua extinta indoeuropea, hablada en la Gallia Belgica (norte de la Galia) en la última edad de Bronce. A menudo se identifica con el hipotético Nordwestblock. Aunque sigue siendo un tema controvertido, el lingüista Maurits Gysseling, quien atribuyó el término a SJ de Laet, hipotetizó un belga distinto de las posteriores lenguas celtas y germánicas. Según esta propuesta, que fue desarrollada posteriormente por Hans Kuhn y otros, se pueden encontrar rastros del belga en ciertos topónimos como los flamencos sudorientales Bevere, Eine, Mater y Melden.

## Panorama general
Las fronteras del Sprachraum belga están delimitadas por el río Canche y el Authie en el suroeste, el Weser y el Aller en el este, y las Ardenas y el Mittelgebirge alemán en el sureste. Se ha asociado hipotéticamente con el nordwestblock, más específicamente con la cultura de Hilversum. El uso del nombre belga para la lengua está en cierta medida respaldado por el De bello gallico de Julio César. Este autor menciona que los belgae y los galos hablaban lenguas diferentes. Además, está respaldado por topónimos en la actual Bélgica, que, según kuhn, apuntan a la existencia de una lengua indoeuropea distinta de las lenguas celtas y germánicas. Hans Kuhn también observó ciertas conexiones (sufijos, etnónimos, topónimos, antroponimios) entre esta lengua y las lenguas indoeuropeas del sur de Europa, en particular con las lenguas itálicas. Antes de su migración hacia el sur, los itálicos debieron residir en Europa central, en las cercanías de los germanos y los eslavos, como lo demuestra el amplio vocabulario común a estos grupos. Algunos pudieron haber migrado al noroeste, mientras que otros se dirigieron a la Península itálica, de ahí la conexión establecida entre los umbros y los ambrones de las costas del mar del norte.
Los defensores de la hipótesis de la lengua belga antigua, diferente del galo, también sugieren que fue influenciada por las lenguas germánicas durante una primera germanización temprana en el siglo III a. C., distinta de la colonización de los francos entre los siglos V y VIII d. C. por ejemplo, las mutaciones consonánticas germánicas (p → f, t → th, k → h, ŏ → ă) han afectado a los topónimos que supuestamente tienen un origen en la lengua belga.
Se dice que las características del belga incluyen la retención de p después de los desplazamientos de sonido, un rasgo que compartía con la lengua lusitana. nombres de cuerpos de agua que terminan en -ara, como en el nombre de la dender; -ănā o -ŏnā, como en matrŏnā (río Marne y también el actual Mater) y nombres de asentamientos que terminan en -iŏm se consideran típicamente belgas.
Según Gysseling, aún se pueden observar rastros del belga. Los sufijos diminutivos -ika, los sufijos de femenino -agjōn y -astrjō y el sufijo colectivo -itja se han incorporado al neerlandés, a veces de manera muy productiva. En la toponimia, -apa, -poel, -broek, -gaver, -drecht, -laar y -ham se conservan como préstamos lingüísticos del belga.